# Nicholas Taylor
Nicholas Taylor, né le 12 novembre 1979 à Wichita, est un joueur de tennis en fauteuil roulant américain.

## Biographie
Nick Taylor est notamment triple champion paralympique de double en catégorie quad entre 2004 et 2012 avec son partenaire attitré David Wagner. En simple, il décroche une médaille de bronze lors des Jeux de Londres. Dans les tournois majeurs, il totalise dix titres au Masters de double et sept à l'US Open.
Handicapé des deux membres supérieurs, il a la particularité d'utiliser un fauteuil électrique et de servir en tenant la balle entre ses pieds lors du lancer.
Diplômé de l'université de Wichita, il occupe parallèlement aux compétitions le poste d'entraîneur adjoint de l'équipe de tennis.

## Palmarès

### Jeux paralympiques
- médaillé d'or en double quad en 2004 avec David Wagner
- médaillé d'or en double quad en 2008 avec David Wagner
- médaillé d'or en double quad en 2012 avec David Wagner
- médaillé d'argent en double quad en 2016 avec David Wagner
- médaillé de bronze en simple quad en 2012

### Tournois majeurs
Nick Taylor a remporté tout ses titres en double avec David Wagner.
- Open d'Australie en double en 2008-2010 et 2013
- US Open en double en 2009-2011, 2013-2015
- Masters en double en 2005-2007, 2009, 2011-2015, 2017 et 2018
- British Open en double en 2006-2009, 2011 et 2015
- USTA Open en simple en 2000, 2002 et 2005, en double en 2005-2007, 2009, 2010, 2012-2014 et 2016
- Swiss Open en simple en 2001, 2002 et 2004